# 1994年アイスホッケー世界選手権
1994年アイスホッケー世界選手権（第58回アイスホッケー世界選手権）は、4月25日から5月8日までイタリアのボルツァーノ、カナツェーイ、ミラノで開催された。出場した12チームが6チームずつに分けられて総当たりで対戦した後、上位4位以内に入ったチームがトーナメントで優勝争いを行った。決勝ではカナダがフィンランドを破り12回目の優勝を飾った。
| 順位 | 国             |
| ---- | -------------- |
| 優勝 | カナダ         |
| 2位  | フィンランド   |
| 3位  | スウェーデン   |
| 4位  | アメリカ合衆国 |
| 5位  | ロシア         |
| 6位  | イタリア       |
| 7位  | チェコ         |
| 8位  | オーストリア   |
| 9位  | ドイツ         |
| 10位 | フランス       |
| 11位 | ノルウェー     |
| 12位 | イギリス       |